# Нордгайм (Баден-Вюртемберг)
Нордгайм (нім. Nordheim) — громада в Німеччині, знаходиться в землі Баден-Вюртемберг. Підпорядковується адміністративному округу Штутгарт. Входить до складу району Гайльбронн.
Площа — 12,71 км2. Населення становить 8359 ос. (станом на 31 грудня 2020).